# Helophilus
Helophilus (Meigen, 1822) is een zweefvliegengeslacht waarvan de verschillende soorten in het Nederlands pendelvliegen genoemd worden.

## Pendelvliegen in Nederland en België
In Nederland en België komen vier soorten pendelvliegen voor waarvan drie soorten algemeen zijn en de vierde soort, de noordse pendelvlieg, zeldzaam is. De grootste pendelvlieg is de citroenpendelvlieg met een lengte van 14 tot 18 mm en de kleinste is de gewone pendelvlieg met een lengte van 11 tot 13 mm. De noordse pendelvlieg en de moeraspendelvlieg zijn met een lengte van 14 tot 16 mm allebei ongeveer even groot.

## Soorten
- H. affinis

Noordse pendelvlieg Wahlberg, 1844
- H. alaskensis Fluke, 1949
- H. anniae Brimley, 1923
- H. bilinearis Williston, 1887
- H. borealis Staeger, 1845
- H. bottnicus Wahlberg, 1844
- H. brooksi (Curran, 1927)
- H. colei Wirth, 1965
- H. continuus Loew, 1854
- H. cooleyi (Seamans, 1917)
- H. currani (Fluke, 1953)
- H. chrysostomus (Wiedemann, 1830)
- H. distinctus Williston, 1887
- H. divisus Loew, 1863
- H. fasciatus Walker, 1849
- H. flavifacies Bigot, 1883
- H. frater (Walker, 1849)
- H. grisescens (Hull, 1943)
- H. groenlandicus (Fabricius, 1780)
- H. hybridus

Moeraspendelvlieg Loew, 1846
- H. integer Loew, 1863
- H. intentus Curran and Fluke, 1926
- H. laetus Loew, 1863
- H. lapponicus Wahlberg, 1844
- H. latifrons Loew, 1863
- H. lunulatus Meigen, 1822
- H. neoaffinis Fluke, 1949
- H. obscurus Loew, 1863
- H. obsoletus Loew, 1863
- H. orion (Hull, 1943)
- H. pendulus

Gewone pendelvlieg (Linnaeus, 1758)
- H. perfidiosus (Hunter, 1897)
- H. pilosus Hunter, 1897
- H. porcus (Walker, 1849)
- H. relictus (Curran and Fluke, 1926)
- H. rex (Curran and Fluke, 1926)
- H. stipatus Walker, 1849
- H. stricklandi Curran, 1927
- H. trivittatus

Citroenpendelvlieg Fabricius, 1805

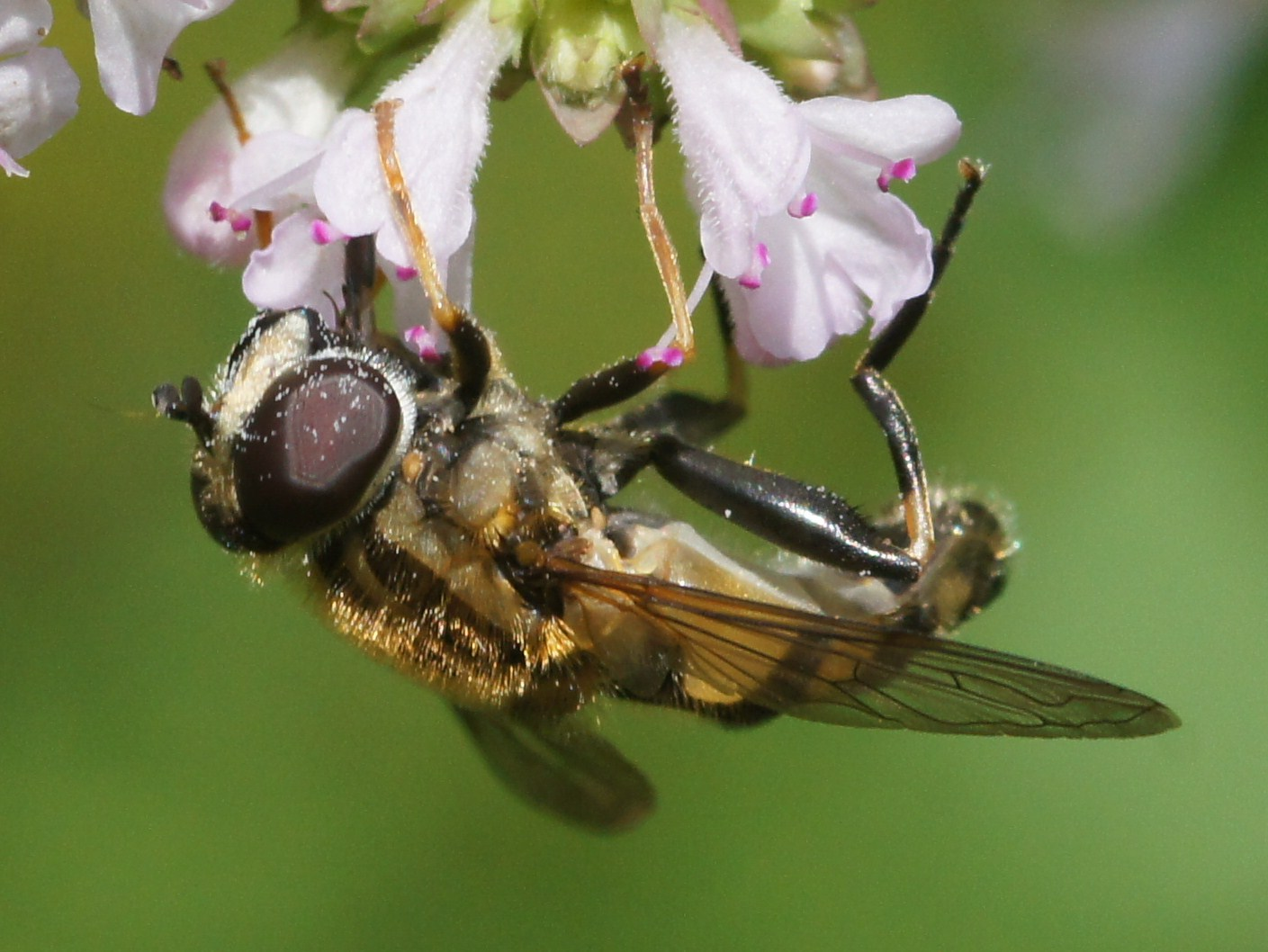
Helophilus affinis Noordse pendelvlieg
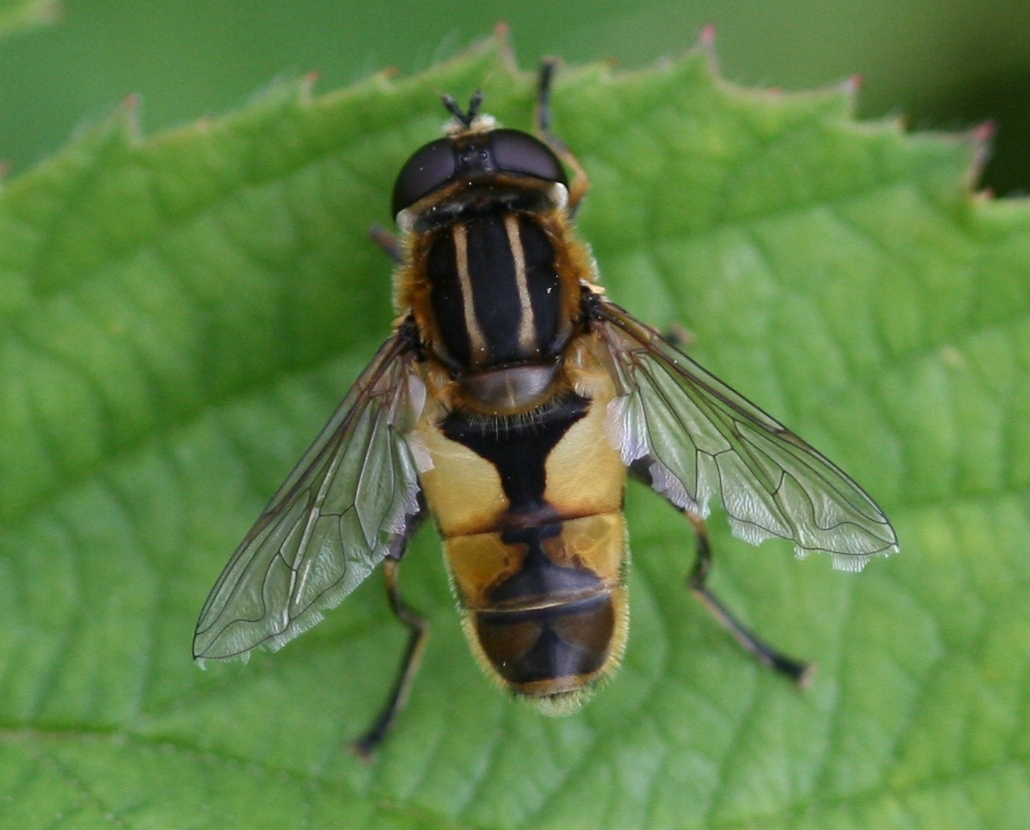
Helophilus hybridus Moeraspendelvlieg
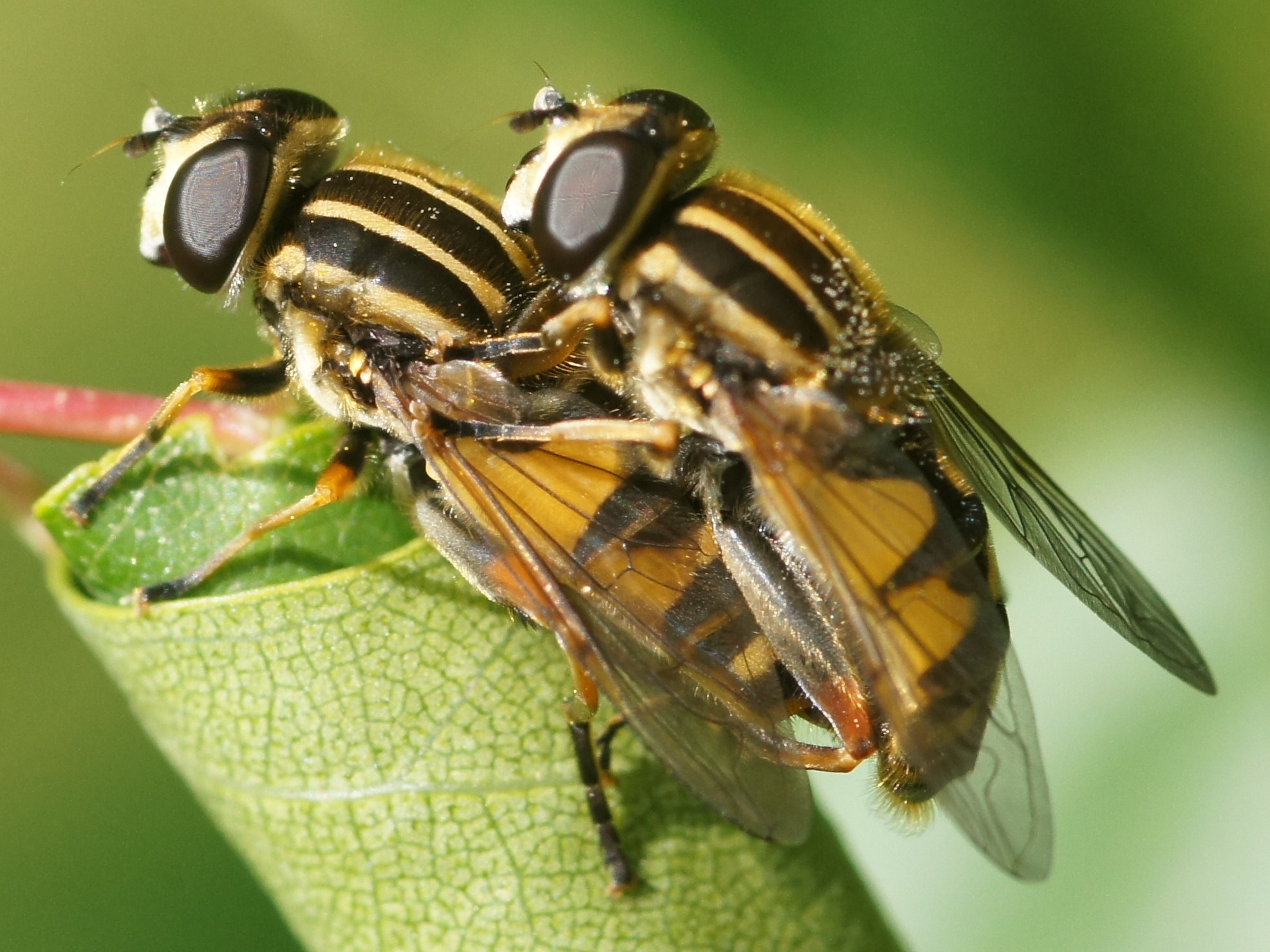
Helophilus pendulus Gewone pendelvlieg
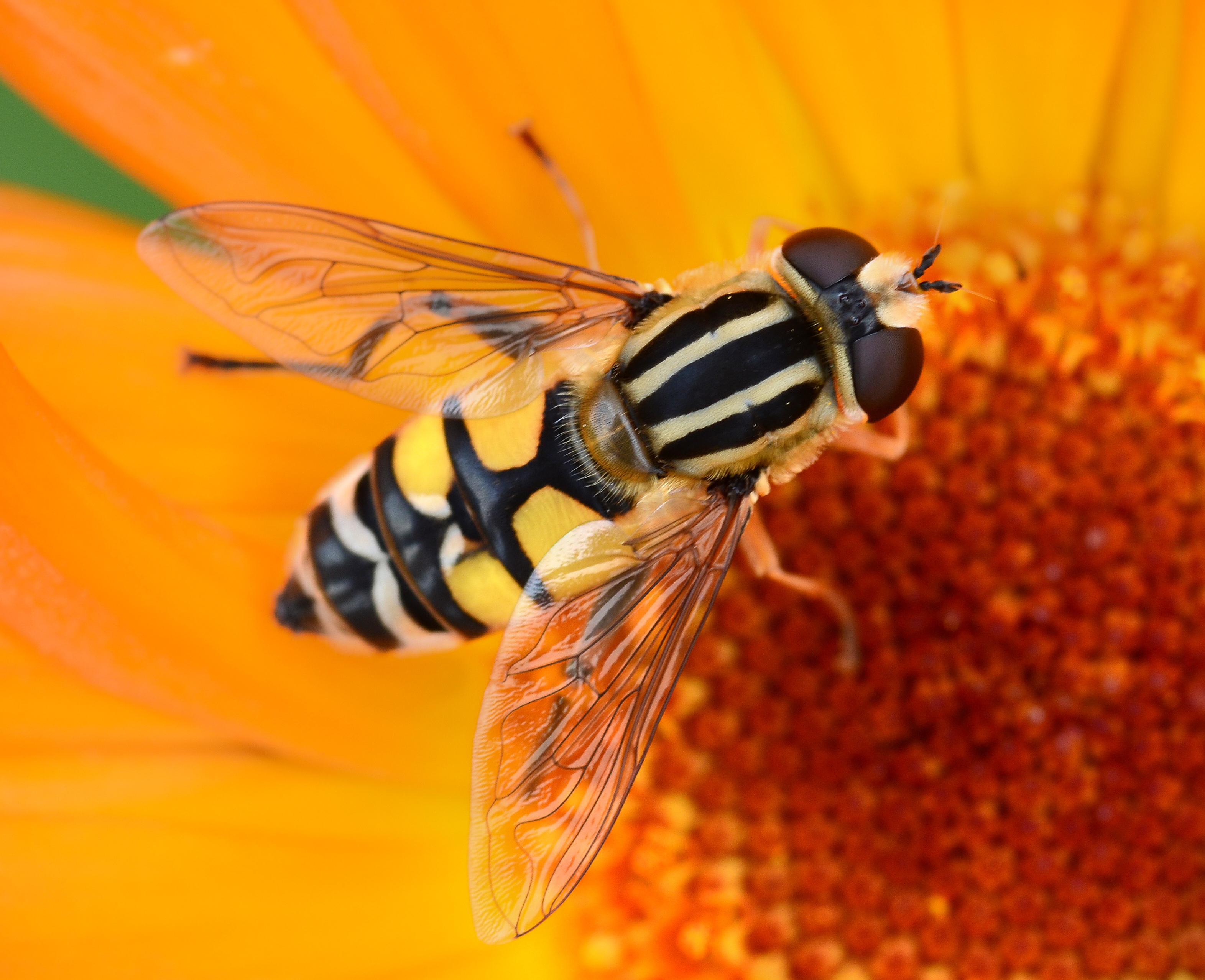
Helophilus trivittatus Citroenpendelvlieg